# Mariví Ibarrola
Mariví Ibarrola (Nájera, La Rioja, 1956), nacida como María Victoria Ibarrula Castillejo, es una fotógrafa y periodista española que retrató la movida madrileña de los años 80. Sus fotografías de grupos de rock y artistas se publicaron en numerosos medios de la época y fanzines, y se recogen en su reconocida obra Yo disparé en los 80.

## Trayectoria
Estudió Ciencias de la Información en la Universidad Complutense de Madrid a finales de la década de los 70. Después de su formación, ya en la década de los 80, empezó a trabajar como fotoperiodista cuando apenas existían reporteras. Su primera cámara fue una Nikkormat de la marca japonesa Nikkon, que compró de segunda mano a uno de sus maestros murcianos.
Ibarrola participó como documentalista en 2006 de una serie documental de 13 capítulos sobre la historia contemporánea de España, titulada El laberinto español, las claves de la historia política y social del siglo XX. Fue dirigida por el periodista e historiador Jorge Martínez Reverte y emitida en La 2.
Es autora de Yo disparé en los 80, una obra que nació de 89 fotografías de su archivo. En esa selección se reúnen retratos y momentos vividos por los protagonistas de una época de cambios socioculturales y artísticos que marcaron una ruptura e impregnaron de nuevos aires a la España postfranquista. Entre los diferentes artistas de renombre que figuran en el libro, aparecen Los Secretos, Glutamato Ye-Yé, Ángel Altolaguirre, Loquillo, Germán Coppini, Víctor Abundancia y Ana Curra.

La naturalidad se refleja en su estilo fotoperiodístico y tal y como ella se define:
«Soy imperfecta, lo siento, pero me gustan las imperfecciones, el grano, la raya, el polvo y, desde luego, soy anti Photoshop».
También es autora de la obra De Lavapiés a La Cabeza, que comprende una exposición fotográfica y un libro de fotografías realizadas por Ibarrola sobre el barrio de Lavapiés de los años 80. Está compuesta por más de 50 fotografías inéditas de su archivo, realizadas en Embajadores a principios de la década de los 80. Cada una de las fotografías está ilustrada por testimonios de los vecinos.
Una reseña de su obra se recoge en el Diccionario de fotógrafos españoles. Del siglo XIX al XXI, editado por Acción Cultural Española (ACE) y La Fábrica en 2014.
Ha impartido clases de diversas asignaturas, como Fotoperiodismo, Comunicación Periodística, Análisis de Documental y Periodismo Local, en el Departamento de Periodismo y Comunicación Audiovisual de la Universidad Carlos III de Madrid.

## Reconocimientos
En 2017, Ibarrola recibió el premio Pop-Eye de fotografía, otorgado por el Festival Pop Art de Extremadura.
En 2023 recibe el galardón de fotoperiodismo en los Premios Periodismo Vasco 2023.